# 인조인간 18호
인조인간 18호(人造人間18号)는 토리야마 아키라의 만화 드래곤볼 애니메이션의 등장 인물이다.

## 행적
성우
- 일본 : 이토 미키
- 대한민국 : 이진화(비디오 GT), 박경혜(투니버스), 김하영(대원방송), 윤승희(신들의 전쟁)

인조인간 편에서 16, 17호와 함께 등장한다. 미래에서 온 트랭크스가 세계를 멸망시키는 위험한 존재라고 오공 일행에게 알렸으나, 사실은 그리 나쁜 마음을 품지는 않았다. 셀과의 싸움에서 셀에게 흡수되 소멸 위기에 몰였었으나, 오공 일행의 도움으로 셀에게서 빠져 나온다. 여자 아이 모습을 하고 있다. 후에 크리링과 결혼하여 딸 마론을 낳는다. 원래는 인간이었으나, 게로 박사가 인조인간으로 개조한 탓에 게로 박사를 증오한다. 크리링에게 과격하게 대하지만 그것이 일종의 애정 표현 같기도 하다. 17호와는 쌍둥이 누나로, 작가의 인터뷰에 의해 밝혀진 본명은 라즐리.